# Analytisches Drama
Als analytisches Drama, Entdeckungs- oder Enthüllungsdrama wird eine Grundkonzeption des dramatischen Handlungsaufbaus bezeichnet.
Ein analytisches Drama baut auf einen bestimmten Vorfall in der Vorgeschichte des dargestellten Geschehens auf. Von dieser Begebenheit sind zunächst nur Auswirkungen erkennbar, deren Ursache erst im Verlauf der Handlung sukzessive, Schritt für Schritt entdeckt bzw. enthüllt wird.
Somit lassen sich zwei Handlungsebenen eines analytischen Dramas ausmachen:
- Die Vorgeschichte, in der ein Ereignis stattfindet, dessen Folgen zwar bis in die Bühnengegenwart reichen, das aber zu Beginn der Darstellung noch nicht bekannt ist (dem Publikum auch deswegen, weil es nicht auf der Bühne gezeigt wird).
- Das unmittelbare Bühnengeschehen, in dessen Rahmen das vergangene Ereignis analytisch aufgedeckt wird. Diese Enthüllung wiederum kann Auswirkungen auf die dargestellte Gegenwart haben.

Als Prototyp des analytischen Dramas gilt Sophokles’ König Ödipus ca. 429–425 v. Chr., das älteste bis heute erhaltene Drama dieser Art. Weitere Beispiele sind etwa Gotthold Ephraim Lessings Nathan der Weise 1779, Heinrich von Kleists Der zerbrochne Krug 1808, Friedrich Hebbels Maria Magdalena 1844, Henrik Ibsens Nora oder ein Puppenheim 1879, Carl Caros Am Herzogshof 1884, Arthur Schnitzlers Die Gefährtin 1899 sowie zahlreiche Kriminalstücke.
Das analytische Drama steht im Gegensatz zum Zieldrama.